# 塞蘭島鳳䲁
塞蘭島鳳䲁（學名：Salarias ceramensis），又稱塞蘭島唇齒䲁，為輻鰭魚綱鳚形目䲁科鳳䲁屬的一種，分布於中西太平洋菲律賓、印尼與巴布亞新幾內亞海域，深度1至10公尺，體長可達15公分，棲息在藻類覆蓋的碎石海床，雌魚產附著性卵，雄魚有護卵行為，幼魚為浮游性，生活習性不明。